# دریا در غربت
دریا در غربت یک مجموعه تلویزیونی ایرانی به کارگردانی «سیدرحیم حسینی»، تهیه‌کنندگی «محمد خزاعی» و محصول سال ۱۳۸۶ است. اولین قسمت این سریال ۸ قسمتی، اولین بار در ۲۱ شهریور ۱۳۸۶ از شبکهٔ یک صدا و سیمای ایران پخش شد.

## خلاصه داستان
در خلاصه داستان این سریال آمده‌است:
«مهندس نوری با آغاز جنگ آمریکا و عراق در بهار سال ۱۳۸۱، در تلویزیون تصاویری از جنگ را می‌بیند. در میان تصاویر به‌طور اتفاقی دخترش خورشید را می‌بیند که او را در روزهای آغاز جنگ ایران و عراق از دست داده‌است. به همین دلیل تصمیم می‌گیرد برای یافتن دخترش به عراق برود. به دلیل وخامت اوضاع، بسیاری از دوستان مهندس نوری تلاش می‌کنند تا او را از رفتن به عراق منصرف کنند، اما در نهایت عده ای نیز او را همراهی می‌کنند و از مسیری مخفی وارد عراق می‌شوند. او دختر خود را پیدا می‌کند، اما…»

## بازیگران
بازیگران اصلی سریال «دریا در غربت» عبارتند از:
- جهانگیر الماسی در نقش «مهندس نوری»
- مهران رجبی در نقش «پزشک»
- علیرضا اوسیوند در نقش «صادقی»
- محمدهادی دیباجی
- کیهان ملکی در نقش «شاکری»
- احمد کاوری در نقش «اسیر عراقی به نام قادر»
- مجید مشیری در نقش «سروان رضایی»
- مالک سراج
- شیوا ابراهیمیان
- شیوا بلوریان
- الیزابت امینی
- مارال فرجاد
- شراره رخام در نقش «یک افسر آمریکایی»
- آهو آل آقا
- همایون شمس
- شهرزاد کمال‌زاده
- حسن تصعیری
- الهه معجزی

## عوامل تولید
از دیگر عواملی که در تولید این سریال همکاری کرده‌اند، عبارتند از:
- نویسنده: صادق کرمیار
- بازنویسی فیلم نامه: شهروز آقایی‌پور و علی فریدونی
- تدوین: نیما حسندوست
- آهنگساز: محمدمهدی گورنگی
- مدیر تصویربرداری: فرشاد گل‌سفیدی
- طراح گریم: سودابه خسروی
- صدابردار: جهانگیر میرشکاری
- مجری طرح: غلامرضا صالحی
- شاعر فارسی: عبدالجبار کاکایی
- شاعر عربی: علی باغشاهی
- خواننده فارسی: سعید جعفری
- خواننده عربی: عماد ماموسی